# Phrynarachne rubroperlata
Phrynarachne rubroperlata är en spindelart som beskrevs av Simon 1907. Phrynarachne rubroperlata ingår i släktet Phrynarachne och familjen krabbspindlar. Inga underarter finns listade i Catalogue of Life.